# モンテカティーニ・ヴァル・ディ・チェーチナ
モンテカティーニ・ヴァル・ディ・チェーチナ（伊: Montecatini Val di Cecina）は、イタリア共和国トスカーナ州ピサ県にある、人口約1,700人の基礎自治体（コムーネ）。

## 地理

### 位置・広がり

#### 隣接コムーネ
隣接するコムーネは以下の通り。括弧内のLIはリヴォルノ県所属を示す。
- ビッボーナ (LI)
- グアルディスタッロ
- ラヤーティコ
- モンテスクダーイオ
- モンテヴェルディ・マリッティモ
- ポマランチェ
- リパルベッラ
- ヴォルテッラ

### 気候分類・地震分類
モンテカティーニ・ヴァル・ディ・チェーチナにおけるイタリアの気候分類 (it) および度日は、zona E, 2107 GGである。
また、イタリアの地震リスク階級 (it) では、zona 3 (sismicità bassa) に分類される。

## 行政

### 分離集落
モンテカティーニ・ヴァル・ディ・チェーチナには、以下の分離集落（フラツィオーネ）がある。
- Buriano, Casaglia, Casino di Terra, Gabella, Gello, La Sassa, Miemo, Mocajo, Ponteginori, Querceto